# إيليس هامبرو
إيليس هامبرو هي مربية نرويجية، ولدت في 27 أغسطس 1881، وتوفيت في 30 أغسطس 1966.